# 6887 Hasuo
A 6887 Hasuo (ideiglenes jelöléssel 1951 WH) a Naprendszer kisbolygóövében található aszteroida. Marguerite Laugier fedezte fel 1951. november 24-én.